# Ricky van den Bergh
Ricky van den Bergh (ur. 17 listopada 1980 w Hadze) – holenderski piłkarz występujący na pozycji pomocnika.
W trakcie kariery zawodniczej grał w klubach: Sparta Rotterdam, RKC Waalwijk, Heracles Almelo, ADO Den Haag, SV Spakenburg i DHC Delft. W sumie w Eredivisie zagrał w 133 meczach, w których strzelił 22 gole. W 2014 zakończył karierę.